# Iodopsine

Normierte Absorptionsspektren der drei menschlichen Photopsine und des menschlichen Rhodopsins (gestrichelt). Gezeichnet nach Bowmaker und Dartnall (1980).

Iodopsin (Jodopsin) ist die Sammelbezeichnung für die Farbsehpigmente der Zapfen von Tieren (einschließlich des Menschen). Es handelt sich um Photopsine (das sind Proteine), die kovalent an das Chromophor 11-cis-Retinal (Typs 1) binden. Pigmente, deren Eiweißbestandteil Photopsin als Chromophor 3,4-Dehydro-11-cis-Retinal (Typs 2) bindet, werden nicht als Iodopsin bezeichnet, sondern als Cyanopsin. Die Absorptionsmaxima der drei Iodopsine des Menschen sind:
- 560 nm: rot-sensitives L-Iodopsin mit L-Photopsin, UniProt P04000. Defekte am OPN1LW-Gen sind die Ursache der Protanopie
- 530 nm: grün-sensitives M-Iodopsin mit M-Photopsin, UniProt P04001. Defekte am OPN1MW-Gen sind die Ursache der Deuteranopie
- 420 nm: blau-sensitives S-Iodopsin mit S-Photopsin, UniProt P03999. Defekte am OPN1SW-Gen sind die Ursache der Tritanopie

Im Tierreich kommen neben diesen Sehpigmenten mit Retinal 1 als Chromophor auch
- 340 nm: ultraviolett-sensitives UV-Iodopsin mit UV-Photopsin und
- 620 nm: infrarot-sensitives XL-Iodopsin mit XL-Photopsin

vor.
Iodopsine enthalten 350 bis 360 Aminosäuren und sind Membranproteine, die zu den G-Protein-gekoppelten Rezeptoren zählen.

## Genetik
| Genetischer Defekt           | Möglicher Phänotyp                                                 |
| ---------------------------- | ------------------------------------------------------------------ |
| Totalverlust eines Grün-Gens | grünblind, dichromat                                               |
| Hinzufügung eines Grün-Gens  | normal                                                             |
| Hybrid-Gene                  | rotblind, dichromat grünschwach, trichromat rotschwach, trichromat |

Die Gene für das L- und M-Photopsin des Rot- und des Grün-Pigments liegen auf dem X-Chromosom, das Gen für das S-Photopsin des Blau-Pigments auf dem Chromosom Nr. 7.
Das Gen für das rotempfindliche L-Photopsin liegt bei jedem Menschen nur einmal vor, das Gen für das grünempfindliche M-Photopsin dagegen kann, individuell verschieden, in ein bis drei Repeats als Tandem vorliegen. Damit ist es möglich, dass bei der Meiose auch ungleiche homologe Rekombinationen auftreten können. Da sich die beiden Gene sehr ähnlich sind, kommt es während der Meiose auch zu Paarungen zwischen den homologen Chromosomen, bei welchen sich die sehr ähnlichen Basen-Sequenzen der Gene für L-Opsin und für M-Opsin gegenüberliegen. Je nach Lage des Überkreuzungspunktes kommt es zu unterschiedlichen Ergebnissen des crossing over. Ob nun eine der Farbfehlsichtigkeiten auftritt, hängt davon ab, ob nach der Befruchtung das zweite Geschlechtschromosom einen Defekt kompensieren kann. Bei Frauen verhindert ein zweites, unverändertes X-Chromosom eine Fehlsichtigkeit. Zeigt aber das zweite X-Chromosom die gleichen Abweichungen, können auch Frauen rot- oder grün-blind oder -schwach sein. Da bei Männern das Y-Chromosom keine zu den Photopsin-Genen homologen Gene aufweist, tritt bei ihnen ein Defekt mit hundertprozentiger Wahrscheinlichkeit auf.
Eine Verdopplung des Rot-Gens ist sehr selten, weil es am Ende der Kette der hintereinander aufgereihten Photopsin-Gene liegt.
Hybride Gene entstehen durch Austausch von Abschnitten zwischen Rot- und Grün-Gen. Je nach Anteil der einzelnen Gen-Abschnitte kommt es zum Ausfall des Rot- oder Grün-Gens oder zur Ausbildung von Pigmenten mit abweichenden Absorptionsmaxima. So genügt es, dass beim Grün-Photopsin an der Position 285 die Aminosäure Alanin durch die Aminosäure Threonin ausgetauscht wird, damit das Absorptionsmaximum des von diesem M-Photopsin gebildeten Pigments von 535 nm nach 549 nm verschoben ist.

## Evolution

Hypothetischer Opsin-Stammbaum des Menschen auf Grund von Übereinstimmungen der Basensequenzen der Opsin-Gene

Die Basensequenzen der Rot- und Grün-Gene stimmen zu 98 Prozent überein. Sie sind durch Duplikation aus einem einzigen Vorläufergen entstanden. Da Neuweltaffen auf dem X-Chromosom nur ein einziges Sehpigment haben, muss die Verdopplung nach der Trennung der Genpools der Vorfahren der Alt- und Neuweltaffen durch das Auseinanderdriften von Afrika und Südamerika durch die Kontinentalverschiebung vor etwa 40 Millionen Jahren  erfolgt sein.
Die Aminosäuresequenz des Rot-Photopsins unterscheidet sich nur in 15 der 364 Aminosäuren vom M-Photopsin, zum S-Photopsin und zum Skotopsin des Rhodopsins bestehen wesentlich mehr Unterschiede.